# Kyrkesjön (Hults socken, Småland)
Kyrkesjön är en sjö i Eksjö kommun i Småland och ingår i Emåns huvudavrinningsområde. Sjön är 3,5 meter djup, har en yta på 0,459 kvadratkilometer och är belägen 207 meter över havet. Vid provfiske har bland annat abborre, braxen, gers och mört fångats i sjön.

## Delavrinningsområde
Kyrkesjön ingår i det delavrinningsområde (638922-146026) som SMHI kallar för Inloppet i Mycklaflon. Medelhöjden är 226 meter över havet och ytan är 31,82 kvadratkilometer. Räknas de 2 delavrinningsområdena uppströms in blir den ackumulerade arean 52,25 kvadratkilometer. Pauliströmsån som avvattnar avrinningsområdet har biflödesordning 2, vilket innebär att vattnet flödar genom totalt 2 vattendrag innan det når havet efter 155 kilometer. Delavrinningsområdet består mestadels av skog (64 procent) och jordbruk (14 procent). Avrinningsområdet har 3,83 kvadratkilometer vattenytor vilket ger det en sjöprocent på 12 procent.

## Fisk
Vid provfiske har följande fisk fångats i sjön:
- Abborre
- Braxen
- Gärs
- Mört
- Sarv